# Barnitz (Szlezwik-Holsztyn)
Barnitz (dolnoniem. Barns) – gmina w Niemczech, w kraju związkowym Szlezwik-Holsztyn, w powiecie Stormarn, wchodzi w skład urzędu Nordstormarn.